# Estadi 11 de Novembro
L'Estádio 11 de Novembro és un estadi multiusos de Luanda, Angola que deu el seu nom a la data d'independència del país. Té una capacitat per quasi 50.000 espectadors.
Fou la seu principal de la Copa d'Àfrica de Nacions 2010. S'hi celebraren les cerimònies d'inauguració i clausura i s'hi disputaren 9 partits:
- De la primera fase:
  - 10 de gener del 2010:  Angola -  Mali 4-4 (2-0)
  - 11 de gener del 2010:  Malawi -  Algèria 3-0 (2-0)
  - 14 de gener del 2010:  Mali -  Algèria 0-1 (0-1)
  - 14 de gener del 2010:  Angola -  Malawi 2-0 (0-0)
  - 18 de gener del 2010:  Angola -  Algèria 0-0
  - 19 de gener del 2010:  Burkina Faso -  Ghana 0-1 (0-1)

- De quarts:
  - 24 de gener del 2010:  Angola -  Ghana 0-1 (0-1)

- De semifinals:
  - 28 de gener del 2010:  Ghana -  Nigèria 1-0 (1-0)

- La final:
  - 31 de gener del 2010:  Ghana -  Egipte 0-1 (0-0)

Cinc persones van morir després d'un allau en un partit disputat el dissabte 15 de setembre de 2018, inclosos dos nens, produït a la sortida de l'estadi. Abans que comencés el partit, els seguidors van trucar a una emissora de ràdio instant a l'organització a obrir totes les portes després que el partit acabés per por a una tragèdia i després de passar per calvaris similars en el passat. En un comunicat, el Ministeri de Joventut i Esports d'Angola va lamentar l'incident, va expressar el seu condol als familiars i es va comprometre a iniciar una investigació. Per la seva banda, la direcció del club es va comprometre a ajudar els familiars en les despeses del funeral.